# 하이탑 (가수)
하이탑(본명: 임현태, 1994년 3월 19일 ~ )은 대한민국의 배우이자 대한민국의 보이 그룹 빅플로의 메인래퍼를 맡았었다.

## 학력
- 계원예술고등학교 연극영화학 졸업
- 경희대학교 연극영화학

## 음반 목록

### 솔로
- "BLUE" (2017)
- "YAHAE" (2017)
- "IM IN YOU OUT" (2017)

## 출연 작품

### 텔레비전 프로그램
- 《하숙 24번지》 (2014) - 고정 출연
- 《진짜 사나이》 (2015) - 고정 출연 (신병교육대편, 25사단 자대편)
- 《오디션 트럭》 (2016) - 고정 출연
- 《아이돌 리부팅 프로젝트 더 유닛》 (2017) - 참가자

### 웹드라마
- 《선무당 공도사의 창업성공기》 (2016) - 공태진 역
- 《마이 리틀 키보드》 (2017) - 강희재 역
- 《완전무결, 그놈》 (2017) - 백호 역

### 연극
- 《스물》 (2017-2018) - 치호 역

## 수상 및 후보
- 2015년 케이힙합 어워즈 2014 베스트 믹스테잎